# John Payne (filmacteur)
John Howard Payne (Roanoke (Virginia), 28 mei 1912 - Malibu (Californië), 6 december 1989) was een Amerikaans acteur en zanger, die voornamelijk te zien was in musicalfilms van 20th Century Fox.

## Biografie
Payne werd geboren als zoon van Ida Hope Shaeffer en George Washington Payne, de oprichter van zijn geboortestad Roanoke. Hij bezocht de Roanoke College en stond vervolgens ingeschreven bij de Columbia-universiteit. Hij studeerde daar drama en kreeg zanglessen op de Juilliard School. Om rond te komen kreeg hij talloze banen, waaronder als worstelaar en zanger in de vaudeville. In 1934 werd hij ontdekt door een talentenjager van een theater van Shubert en werd aangenomen als acteur.
Payne toerde door het land met verscheidene shows en zong ook in verscheidene radioprogramma's in New York. In 1936 verliet hij New York voor Hollywood, toen Samuel Goldwyn hem een filmcontract aanbood. Tot en met 1940 was hij te zien in films van verschillende studio's, maar in dat jaar tekende hij een contract bij 20th Century Fox. Hij was voornamelijk te zien in musicals tegenover Sonja Henie, Betty Grable en Alice Faye. Zijn eerste hoogtepunt behaalde hij in 1946, toen hij naast Tyrone Power en Gene Tierney te zien was in The Razor's Edge.
Payne wordt wellicht het best herinnerd voor zijn rol in Miracle on 34th Street (1947), waarin hij speelde tegenover Maureen O'Hara. In zijn latere carrière veranderde hij zijn imago en was hij bijna alleen nog maar te zien als harde jongens in films noirs en westerns. Aan het eind van de jaren 40 had Payne zijn populariteit verloren en was hij enkel nog te zien in B-films. Hij startte een carrière in de televisie en was van 1957 tot en met 1959 te zien in de televisieserie The Restless Gun.
Aan het begin van de jaren 60 werd Payne aangereden door een auto en hield hier verwondingen aan over waar hij twee jaar lang last van had. Hij had er ook littekens aan overgehouden, maar keerde desondanks terug naar de film- en televisieindustrie. Zijn laatste filmverschijning maakte hij in 1975, met een rol naast Peter Falk en Janet Leigh in Columbo: Forgotten Lady.
Payne was van 1937 tot en met 1943 getrouwd met actrice Anne Shirley, met wie hij dochter Julie Anne Payne kreeg. Een jaar na de scheiding trouwde hij met actrice Gloria DeHaven, met wie hij de twee kinderen Kathleen Hope Payne en Thomas John Payne kreeg. Ook dit huwelijk hield geen stand; ze scheidden in 1950. Van 1953 tot zijn overlijden in 1989 was hij getrouwd met Alexandra Beryl Curtis. Hij stierf op 77-jarige leeftijd aan een hartfalen. Hij werd vereeuwigd met twee sterren op de Hollywood Walk of Fame.

## Filmografie
| - Dodsworth (1936) - Hats Off (1936) - Fair Warning (1937) - Love on Toast (1937) - College Swing (1938) - Garden of the Moon (1938) - Wings of the Navy (1939) - Indianapolis Speedway (1939) - Kid Nightingale (1939) - The Royal Rodeo (1939) - Star Dust (1940) - King of the Lumberjacks (1940) - Tear Gas Squad (1940) - Maryland (1940) - The Great Profile (1940) - Tin Pan Alley (1940) - The Great American Broadcast (1941) - Sun Valley Serenade (1941) - Week-End in Havana (1941) - Remember the Day (1941) - To the Shores of Tripoli (1942) - Footlight Serenade (1942) - Iceland (1942) - Springtime in the Rockies (1942) - Hello Frisco, Hello (1943) - The Dolly Sisters (1945) - Wake Up and Dream (1946) - Sentimental Journey (1946) - The Razor's Edge (1946) - Miracle on 34th Street (1947) | - Larceny (1948) - The Saxon Charm (1948) - El Paso (1949) - The Crooked Way (1949) - Captain China (1950) - The Eagle and the Hawk (1950) - Mystery Street (1950) - Tripoli (1950) - Passage West (1951) - Crosswinds (1951) - Caribbean (1952) - Kansas City Confidential (1952) - The Blazing Forest (1952) - Raiders of the Seven Seas (1953) - The Vanquished (1953) - 99 River Street (1953) - Rails Into Laramie (1954) - Silver Lode (1954) - Hell's Island (1955) - Santa Fe Passage (1955) - The Road to Denver (1955) - Tennessee's Partner (1955) - Slightly Scarlet (1956) - Hold Back the Night (1956) - Rebel in Town (1956) - The Boss (1956) - Bailout at 43,000 (1957) - Hidden Fear (1957) - They Ran for Their Lives (1968) - Columbo: Forgotten Lady (1975) (TV) |

- Biblioteca Nacional de España: XX4929135
- Bibliothèque nationale de France: cb13947625n (data)
- Catàleg d'autoritats de noms i títols de Catalunya: 981058517836906706
- Gemeinsame Normdatei: 135627982
- International Standard Name Identifier: 0000 0001 1690 1901
- Library of Congress Control Number: n86138594
- National Archives and Records Administration: 10572360
- Nationale Bibliotheek van Tsjechië: xx0223048
- SNAC: w6x072k9
- Système universitaire de documentation: 139272828
- Virtual International Authority File: 95336840
- WorldCat: E39PBJdGRcvhWb7jy7vr7bkbh3